# Любовь по комиксам (фильм, 2010)
«Любовь по комиксам» (кор. 쩨쩨한 로맨스, Jjejjehan romaenseu)  — южнокорейская комедийная мелодрама режиссёра Кима Джон-хуна. Премьера состоялась 1 декабря 2010 года. Фильм стал умеренным хитом национального проката, его посмотрели 2 048 296 зрителей по всей стране.

## Сюжет
Чон-бэ рисует серьёзные комиксы, которые никто не хочет публиковать. Когда он узнаёт о конкурсе комиксов, он решает, что ему нужен соавтор, который сочинил бы хорошую историю. Та-рим ведёт колонку про секс, но о предмете у неё только теоретические знания. Когда девушку выгоняют с работы за профнепригодность, ей на глаза попадается объявление о поиске соавтора.

## Награды и номинации
Актриса Чхве Ган-хи  была отмечена корейской кинонаградой «Макс» за лучшую женскую роль. Фильм также получил несколько номинаций на 32-й церемонии вручения премии «Голубой дракон» (лучший новый режиссёр, лучший новый актёр, лучшая актриса и лучшая актриса второго плана), номинацию на 47-й церемонии вручения премии Baeksang Arts Awards (лучший новый режиссёр) и 48-й церемонии вручения премии «Большой колокол» (лучшая актриса).
.